# Giunto freddo
Un giunto freddo è una discontinuità indesiderata tra strati di calcestruzzo che si verifica quando si esegue un getto di conglomerato cementizio su un calcestruzzo che è già indurito.
Le linee guida per la messa in opera del calcestruzzo strutturale e per la valutazione delle caratteristiche meccaniche del calcestruzzo indurito mediante prove non distruttive, prescritte dal servizio tecnico centrale del Consiglio superiore dei lavori pubblici, lo definiscono come "la ripresa di getto senza aderenza, eseguita su calcestruzzo indurito evidenziata da fessura o cavillatura."